# 大國昌彦
大國 昌彦（おおくに まさひこ 1929年8月30日 - 2012年9月27日）は、日本の実業家。位階は従三位。

## 経歴
- 1929年8月30日、山形県出身。
- 東京高等学校 (旧制)から東京大学工学部機械工学科卒業。
- 1953年4月、王子製紙株式会社に入社。主に技術畑を歩む。
- 1984年に取締役に昇進。
- 1995年7月、王子製紙と神崎製紙の合併により誕生した新王子製紙株式会社社長に就任。その翌年（1996年）に新王子製紙と本州製紙が合併したことにより、王子製紙と社名を再変更した際にも引き続き社長を続投。
- 2001年6月、社長を退任（後任は鈴木正一郎）、王子製紙会長に就任。
- 2006年6月、王子製紙相談役に就任。
- 2012年9月27日、下咽頭癌のため永眠[1]。83歳没。

## 先祖
大國昌彦は、安土桃山時代から江戸時代にかけて越後の国主であった上杉謙信に仕えた樋口兼豊の次男・大国実頼（小国氏の養子）の末裔である（実際には大国実頼の弟樋口秀兼の子で、実頼の養子大国光頼の末裔）。その縁で大國実頼の居城であった天神山城（新潟県新潟市西蒲区岩室）の本丸跡の石碑文を揮毫している。

## 家族
妻は阿南惟幾の娘・聡子。

## 主な役職
- 王子製紙株式会社（現・王子ホールディングス）：社長、会長、相談役
- 東洋パルプ株式会社：社長
- 日本製紙連合会：会長
- 藤原科学財団：理事長

## 賞詞
- 旭日大綬章（2004年11月）[2]
- 従三位（没日付）